# Fontanna Jasia Rybaka
Fontanna Jasia Rybaka – fontanna w Sopocie, położona w pobliżu dolnej części reprezentacyjnej promenady miasta, ul. Bohaterów Monte Cassino.

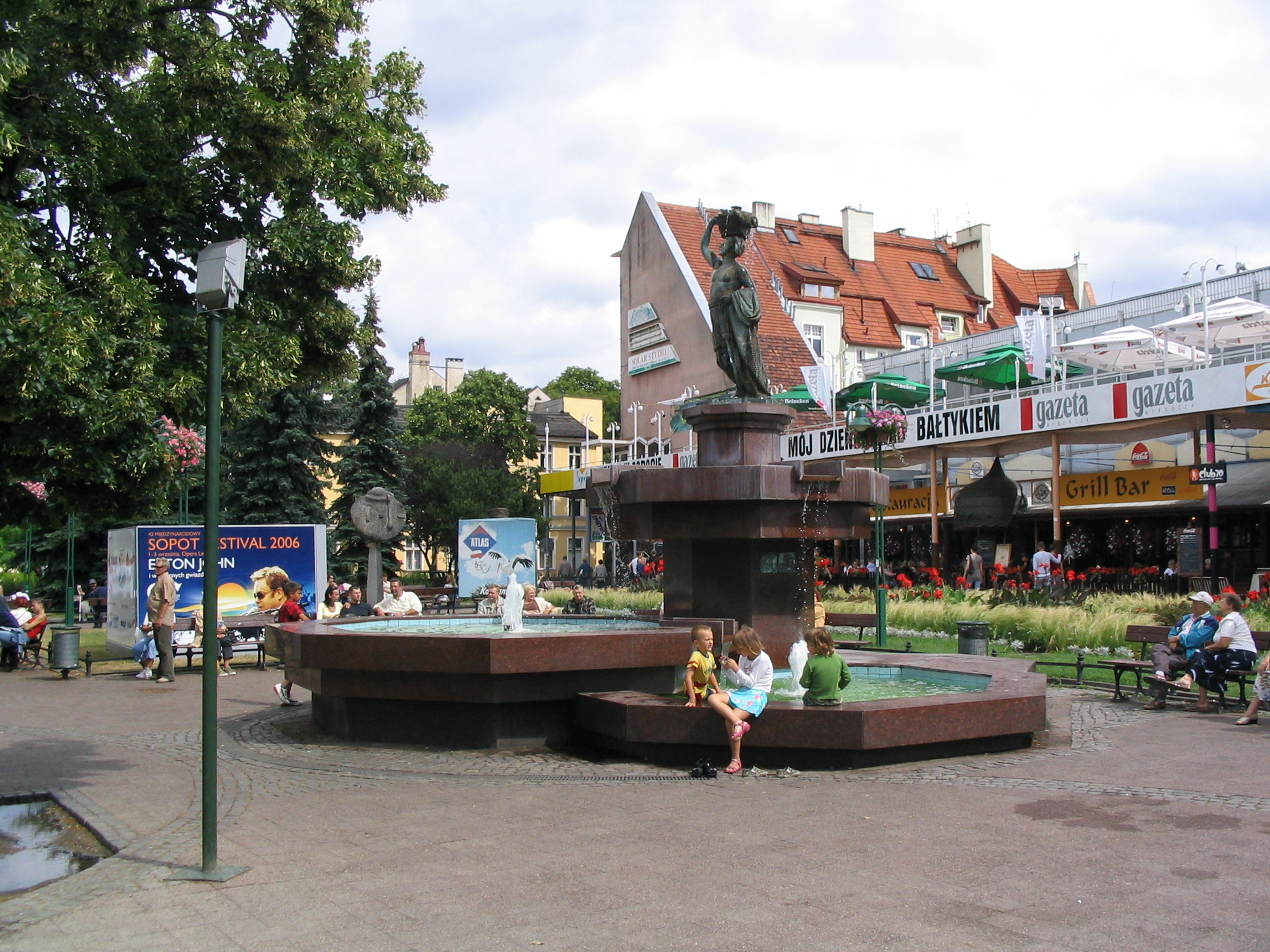
Fontanna Jasia Rybaka w pierwotnej lokalizacji na placu Przyjaciół Sopotu, 2006

Fontanna została odsłonięta 5 kwietnia 1998 na placu Przyjaciół Sopotu. Zaprojektowali ją architekt Bruno Wandtke oraz rzeźbiarz Stanisław Szwechowicz. Fontannę wieńczyła rzeźba wysokości 240 cm, przedstawiająca młodzieńca z koszem ryb na głowie. Figura ta jest repliką (powiększoną – pierwowzór ma ok. 160 cm) ponadstuletniej rzeźby nieustalonego autorstwa, która do 1998 roku stała w jednym z sopockich ogródków przy ul. Dworcowej. Obecnie w tym samym miejscu stoi jej kolejna replika, zaś oryginał przeniesiono do sali obrad Rady Miasta.
W 2010 roku, w związku z przebudową placu Przyjaciół Sopotu, rzeźba z fontanną została zdemontowana i umieszczona w magazynie. Po wykonaniu remontu placyku między ul. Bohaterów Monte Cassino a ul. gen. Kazimierza Pułaskiego, w 2014 roku została na nim umieszczona rzeźba z nową fontanną.